# Sultan Husajn
Sultan Husajn (znany często jako Husajn) (ur. 1668?, zm. 1726) – władca Persji z dynastii Safawidów, panujący w latach 1694–1722.
Podczas ostatnich lat jego panowania doszło do powstania Pasztunów w Afganistanie, wymierzonego przeciwko kuzynowi Sultana Husajna, zarządcy Kabulu. Po zabiciu znienawidzonego urzędnika powstańcy oblegli Isfahan. Sultan Husajn do momentu oblężenia Isfahanu nie miał pojęcia o tym co się dzieje w Afganistanie, nie będąc poinformowanym o tych wydarzeniach przez swych dworskich urzędników. Zmuszony został wkrótce do uznania władzy królewskiej w Afganistanie przywódcy powstańców – Mahmuda. Wkrótce Mahmud najechał Iran i pozbawił Sultana Husajna w roku 1722 władzy, rozpoczynając okres afgańskiej okupacji. W roku 1726 Sultan Husajn z rozkazu Mahmuda został zabity. Okupację afgańską zakończył przyszły szach – Nadir, dzięki czemu w roku 1729 władzę nad imperium mógł objąć syn Sultana Husajna – Tahmasp II.